# 坝堰（机场）站
坝堰（机场）站（蒙古语：ᠪᠠᠶᠠᠨ (ᠨᠢᠰᠬᠡᠯ ᠦᠨ ᠪᠠᠭᠤᠳᠠᠯ)）是呼和浩特地铁1号线的地铁车站，位于中华人民共和国内蒙古自治区呼和浩特市赛罕区中专路街道空港大道与启航路交叉口，为1号线东端终点站，亦是呼和浩特地铁系统中目前最东端的车站。该站临近呼和浩特白塔国际机场，2019年12月29日开通运营。2023年11月1日起，为方便往来机场乘客，车站站名标志更改为坝堰（机场）（国内航站楼）站（蒙古语：ᠪᠠᠶᠠᠨ (ᠨᠢᠰᠬᠡᠯ ᠦᠨ ᠪᠠᠭᠤᠳᠠᠯ)(ᠤᠯᠤᠰ᠎ᠤ᠋ᠨ ᠳᠣᠲᠣᠭᠠᠳᠤ᠎ᠶ᠋ᠢᠨ ᠠᠶᠠᠯᠠᠯ᠎ᠤ᠋ᠨ ᠥᠷᠲᠡᠭᠡᠨ᠎ᠦ᠌ ᠠᠰᠠᠷ)）。
车站建设时期工程名为坝堰村站。

## 车站结构
坝堰（机场）站位于空港大道南侧，长118米，宽20.3米，为地上三层岛式车站。车站站厅及出入口均设在地面，出入口位于车站西南侧。
| 地上三层          | 站台层       | \| \| \| █ 1号线往伊利健康谷（白塔西） \| \| 島式 · 開左邊车门 \| \| \| \| \| \| █ 1号线落客 \| |
| 地上二层          | 设备层       |                                                                                                 |
| 地面              | 站厅及出入口 | A-B出入口、客服中心、自动售票机、验票机                                                         |
|                   |              | █ 1号线往伊利健康谷（白塔西）                                                                   |
| 島式 · 開左邊车门 |              |                                                                                                 |
|                   |              | █ 1号线落客                                                                                     |

## 车站出口
坝堰（机场）站共设2个出口，因两出入口相邻，A口被设置为出口，B口被设置为入口，各出口及周围设施如下所示：
| 出口编号            | 照片 | 地点       | 可到达目的地                   |
| ------------------- | ---- | ---------- | ------------------------------ |
| A · 出口 · （设有） |      | 空港大道南 | 呼和浩特白塔国际机场国内航站楼 |
| B · 出口 · （设有） |      | 空港大道南 |                                |
| 图例： 设有         |      |            |                                |

## 接驳交通

### 航空
- 呼和浩特白塔国际机场国内航站楼位于车站西南侧，有地面道路连接。

### 公交车
- 地铁坝堰（机场）：97路、125路、126路

## 车站历史
- 2019年12月29日，随1号线通车一同开通[1]。